# Лукичевское сельское поселение
Лукичевское сельское поселение — муниципальное образование в Милютинском районе Ростовской области. 
Административный центр поселения — хутор Сулинский.

## География
На севере муниципальное образование граничит с Белокалитвенским районом и Николо-Березовским сельским поселением, на востоке — с Милютинским сельским поселением, на юге — с Морозовским районом, на западе — с Тацинским районом.
Климат континентальный, имеют место резкие колебания суточной температуры воздуха, влажность относительно низкая.
На территории сельского поселения протекает река Гнилая. Рельеф равнинный. Почвы в основном представлены южным чернозёмом. Общая площадь территории поселения составляет 228 кв. км.

## История
Согласно одной из наиболее распространённых версий, хутор Сулинский (который ныне является административным центром сельского поселения), был основан около 1801 года казаком Андреем Лукичём Сулиным, которому в том же году вместе с присвоением звания урядника и ордена Святой Анны были дарованы земли у речки Гнилой. Здесь же и появился хутор Сулинский, в котором в уже в 1803 году числилось 30 дворов с населением 124 человека, а в 1864 их количество увеличилось вдвое: 70 дворов и 250 человек.
Об образовании других хуторов, которые сейчас располагаются на территории муниципального образования, известно немногое. Новодонецкий хутор начал заселяться в 1877 году.
В 1929 году во всех близлежащих поселениях были образованы колхозы. В каждом хуторе, кроме хутора Чугуевка ( относился к хутору Сулинскому) был организован свой колхоз:
- В  хуторе Сулинском – колхоз «Тельмана»
- В хуторе Матвеевском – колхоз «Красный герой»
- В хуторе Караичев – колхоз «им. Краснокутского»
- В  хуторе Н-Донецком – колхоз «им. Чкалова»
- В  хуторе Петровском – колхоз «им. Кирова»

В 1950 году все колхозы объединились в один колхоз «Рассвет». Первым председателем объединенного колхоза был  Логвиненко А. Х .  С 1963 по 1985 год председателем колхоза « Рассвет» был Пиховкин В. М., а с 1985 года - Котишевский Н. Б.
В настоящее время на землях бывшего колхоза «Рассвет» ведет хозяйственную деятельность ООО « Зерно-Дон».
На территории нынешнего поселка Аграрный в 1934 году был образован овцесовхоз  « Гусаревский», в 1970 году переименован в овцесовхоз « Авангард». В настоящее время СПК « Авангард». Руководителями  в разные годы были Старцев Валентин Серафимович, Буренев Александр Николаевич, Высоцкий Николай Анатольевич.
В 1937 году на территории нынешнего сельского поселения был образован Лукичевский сельский Совет депутатов трудящихся и его исполнительный комитет Милютинского района Ростовской области.
Муниципальное образование «Лукичевское сельское поселение» носило название « Лукичевский сельский Совет депутатов трудящихся и его исполнительный комитет Милютинского района Ростовской области» с 1937 по октябрь 1977 года.
Лукичевское сельское поселение как современное муниципальное образование существует с января 2006 года.

## Административное устройство
В состав Лукичевского сельского поселения входят:
- хутор Сулинский;
- посёлок Аграрный;
- хутор Новодонецкий;
- хутор Петровский.

## Население
| 2010 | 2012 | 2013 | 2014 | 2015 | 2016 | 2017 |
| ---- | ---- | ---- | ---- | ---- | ---- | ---- |
| 899  | ↘873 | ↘845 | ↘815 | ↘802 | ↗805 | ↘796 |
| 2018 | 2019 | 2020 | 2021 |      |      |      |
| ↘772 | ↘740 | ↘717 | ↘698 |      |      |      |